# Cerrone
Jean-Marc Cerrone - mais conhecido por Cerrone - (Vitry-sur-Seine, 24 de maio de 1952) é um  músico e produtor francês. Aos 12 anos de idade, aprendeu a tocar bateria e gostava de ouvir, conforme declarações suas, Otis Redding, Jimi Hendrix e Blood, Sweat & Tears. Começou a trabalhar como líder de orquestra no Club Mediterranée (Club Med) com 18 anos. Dois anos depois, assina um contrato com a produtora francesa Barclay e cria uma banda chamada Kongas, com a qual produz três trabalhos.
Em 1975 muda-se de Paris para Londres, onde produz, mixa e grava, no ano seguinte, seu primeiro LP de sucesso Love in C Minor. Embalado pelo apelo erótico (gemidos de orgasmo) e pelo ritmo dançante de sua faixa-título de 17 minutos, vendeu na época 3 milhões de cópias, tendo chegado a 10 milhões após sua distribuição pela gravadora norte-americana Atlantic. Cerrone tornou-se assim o primeiro "superstar" francês da música disco'. Ainda em 1977 lança outro álbum de grande sucesso, Supernature, com 8 milhões de cópias vendidas, embalado por sua faixa-título, com ritmo disco' e temática de ficção científica: o desenvolvimento de criaturas que, se nutrindo de poções desenvolvidas pela ciência para acabar com a fome, se rebelam contra o homem e passam a ditar as ordens.
Cerrone ganhou 5 prêmios Grammy e vários Globos de Ouro (Golden Globes), tendo também trabalhado em trilhas sonoras para o cinema.

## Discografia
- KONGAS
- KONGAS - Africanism
- DONRAY - Garden of love
- Love in C Minor (1977)
- Cerrone's Paradise (1977)
- Supernature (1977)
- Golden Touch (1978)
- Angelina (Cerrone V) (1979)
- Cerrone VI
- You are the one
- Back track
- Your love survived (Cerrone IX) (1982)
- Where are you now
- The collector
- Way in
- Dream
- X-Xex
- Human nature
- Best of remixes
- Hysteria (2002)

Especiais
- Live: Paris (1978)
- Live: Paris (1983)
- Trilhas sonoras:
  - Vice Squad
  - La secte de Marakech
  - Voudou aux Caraïbes
  - Dancin' machine
- Remix 2001: Cerrone by Bob Sinclair